# Ули-Бьяхо
Ули-Бьяхо (з.-пандж. یولی بیاہو) — пик вблизи Башни Транго и ледника Балторо. Находится в хребте Балторо-Музтаг горной системы Каракорум на спорной территории Гилгит-Балтистан. Пик состоит из двух основных вершин: Башни Ули-Бьяхо (6109 м) и Пика Ули-Бьяхо (6417 м).
Впервые был покорён 3 июля 1979 года альпинистами из США.

## История восхождений
- 1979 год. Башня Ули-Бьяхо. Восхождение происходило по восточной стене. Четыре альпиниста из США приняли в этом участие: Джон Роскелли, Ким Шмитц, Рон Кок и Билл Форрест[4]. Джон Роскелли позже написал книгу об этом восхождении Stories Off the Wall[5].
- 2006 год. Башня Ули-Бьяхо. Восхождение происходило с Северо—Западной стороны. Два альпиниста из Словакии поднялись на вершину: Габо Чмарик и Кополд Йозеф[6][7].
- 2013 год. Итальянцы Тео Борделло (Matteo Della Bordella), Luca Schiera и швейцарец Silvan Schüpbach прошли новый маршрут по Юго-Западной стене вершины Ули-Бьяхо[8].
- 2013 год. Россияне Денис Веретенин и Евгений Башкирцев за 7 дней прошли маршрут по центру Восточной стены[9].